# La Fille mal gardée (téléfilm)
Pour l’article homonyme, voir La Fille mal gardée.
La Fille mal gardée est un long métrage français tourné pour la télévision, réalisé en 1989 par Dominique Delouche et diffusé la même année par France 3.

## Synopsis
Il s'agit de la captation du spectacle qui s'est donné à Nantes en 1989 à l'Opéra de Nantes (production de l'Opéra de Nantes, directeur : Marc Soustrot). Il s'agit d'un ballet comique-pantomime champêtre en trois tableaux et deux actes, créé à l'origine le 1er juillet 1789 au Grand Théâtre de Bordeaux.

## Fiche technique
- Titre : La Fille mal gardée
- Titre alternatif : Il n'est qu'un pas du mal au bien
- Réalisation : Dominique Delouche
- Assistante réalisatrice : Dominique Treillou
- Texte du vaudeville du troisième tableau (l'original ayant disparu) : Dominique Delouche
- Scripte : Jacqueline Wiebert
- Musique d'après la partition anonyme de 1789 arrangée par Charles Farnecombe et interprétée par l'Orchestre Philharmonique des Pays de Loire
- Synthétiseuse : Dominique Guinard
- Chorégraphie : Ivo Cramér, d'après la chorégraphie originale de Jean Dauberval pour La Fille mal gardée
- Maître de ballet : Jean-Paul Gravier, assisté de Didier Merle
- Lumière : Jean-Claude Asquié (pièce) / Michel Dumans (tournage)
- Décors et costumes : Dominique Delouche
- Assistant artistique : Pierre-François Heuclin
- Administrateur général du Théâtre Graslin : Pierre Cochelin
- Maquillages : Marie-Pierre Maurer
- Régisseurs : Bruno Garnier (de plateau), Pierre Bureau (de ballet), Michel Lepluart (de la lumière)
- Directeur de la photographie : Daniel Vogel
- Cadreurs :  Jean-Claude Couchoud, Jean Auzer
- Assistants-opérateurs : 1) Marc Falchier / 2) Claude Paban
- Vidéo : Jean-Pierre Gollin, Michel Deschambre, Daniel Hugon, Jean-Claude Ferla
- Machinistes : Marcel Carrateo (chef), Roger Ledjam, Henri Borras, Jacques Hasse
- Ingénieur du son : Roger Bénétrix, assisté de Roger Valette
- Montage : Katia Monceau, Marie-Dominique Migaud
- Perchman : Pierre Corger
- Mixage : Thierry Compain
- Responsable de l'unité programmes Musiques et Spectacles FR3 : Dominique Fournier
- Responsable de l'unité programmes Spectacles LA SEPT : Guillaume Grenier
- Assistante de production : Christiane Castan
- Chargé de production :Jean-Pierre Martin
- Sociétés de production et de distribution : France 3, La Sept
- Société de distribution en DVD : Doriane Films
- Sortie en DVD : le 25 février 2013
- Tournage : en 1989 au Théâtre Graslin, Place Graslin, Nantes
- Pays :  France
- Langue : français
- Format : Couleurs - Négatif et Positif : 16 mm - Son : Mono
- Durée : 70 minutes
- Copyright FR3-La SEPT 1989
- Dates de sortie : France : 1989 (France 3)

## Danseuses et danseurs
- Isabelle Hermann : Lison
- James Amar : Colas
- Jean-Paul Gravier : la veuve Simone
- Didier Merle : Thomas
- Emilio Diaz : Alain
- Ivo Cramér : le tabellion
- Le Ballet de Nantes

## Autour du film
Reprise du ballet original de 1789 par le Ballet de l'Opéra de Nantes.
En 1989, à l'occasion du bicentenaire de la Révolution, le Ballet de l'Opéra de Nantes reprend la production d'origine par Jean Dauberval exécutée en 1789. La mise en scène est d'Ivo Cramér, un spécialiste du théâtre dansé de la fin du XVIIIe siècle et du début du XIXe, avec Jean-Paul Gravier à la direction artistique. Ils ont recherché assidument des éléments décrivant la production originale, dont des passages mimés, localisés à Stockholm. La mise en scène est restaurée à l'identique et la musique réorchestrée par les soins du chef d'orchestre Charles Farncombe. Le décorateur Dominique Delouche crée les décors et les costumes d'après les dessins originaux. La chorégraphie de Dauberval n'ayant pas été retrouvée, Cramér a redécrit les mouvements des danseurs d'après des danses de l'époque. Cramér a également réinséré le final original du ballet au cours duquel les interprètes chantent le refrain Il n'est qu'un pas du mal au bien.